# Okręg wyborczy nr 43 do Senatu Rzeczypospolitej Polskiej
Okręg wyborczy nr 43 do Senatu Rzeczypospolitej Polskiej obejmuje obszar części miasta na prawach powiatu Warszawy (województwo mazowieckie) – dzielnice: Mokotów, Ursynów, Wawer i Wilanów. Wybierany jest w nim 1 senator na zasadzie większości względnej.
Utworzony został w 2011 na podstawie Kodeksu wyborczego. Po raz pierwszy zorganizowano w nim wybory 9 października 2011. Wcześniej obszar okręgu nr 43 należał do okręgu nr 18.
Siedzibą okręgowej komisji wyborczej jest Warszawa.

## Reprezentanci okręgu
| Rok  | Rok                       | Senator                | Komitet wyborczy                           |
| ---- | ------------------------- | ---------------------- | ------------------------------------------ |
|      | 2011                      | Marek Rocki            | Platforma Obywatelska RP                   |
| 2015 |                           | Marek Rocki            | Platforma Obywatelska RP                   |
|      | 2019                      | Barbara Borys-Damięcka | KKW Koalicja Obywatelska PO .N iPL Zieloni |
| 2023 | Małgorzata Kidawa-Błońska |                        | KKW Koalicja Obywatelska PO .N iPL Zieloni |

## Wyniki wyborów
Symbolem „●” oznaczono senatora ubiegającego się o reelekcję.

### Wybory parlamentarne 2011
| Kandydat                                                                                      | Kandydat         | Komitet wyborczy         | Głosów  | Głosów | Głosów |
| Kandydat                                                                                      | Kandydat         | Komitet wyborczy         | Liczba  | %      | +/–    |
| --------------------------------------------------------------------------------------------- | ---------------- | ------------------------ | ------- | ------ | ------ |
|                                                                                               | Marek Rocki ●    | Platforma Obywatelska RP | 122 648 | 49,12  | –      |
|                                                                                               | Anna Chodakowska | Prawo i Sprawiedliwość   | 67 595  | 27,07  | –      |
|                                                                                               | Andrzej Celiński | KWW Andrzeja Celińskiego | 59 469  | 23,82  | –      |
| Frekwencja: 70,96% Liczba głosów ważnych: 249 712 (96,74%) Źródło: Państwowa Komisja Wyborcza |                  |                          |         |        |        |

● Marek Rocki reprezentował w Senacie VII kadencji (2007–2011) okręg nr 18.

### Wybory parlamentarne 2015
| Kandydat                                                                                      | Kandydat         | Komitet wyborczy                    | Głosów  | Głosów | Głosów |
| Kandydat                                                                                      | Kandydat         | Komitet wyborczy                    | Liczba  | %      | +/–    |
| --------------------------------------------------------------------------------------------- | ---------------- | ----------------------------------- | ------- | ------ | ------ |
|                                                                                               | Marek Rocki ●    | Platforma Obywatelska RP            | 108 638 | 42,56  | –6,56  |
|                                                                                               | Anna Chodakowska | Prawo i Sprawiedliwość              | 81 797  | 32,04  | +4,97  |
|                                                                                               | Andrzej Celiński | Partia Demokratyczna – demokraci.pl | 64 829  | 25,40  | –      |
| Frekwencja: 71,67% Liczba głosów ważnych: 255 264 (96,53%) Źródło: Państwowa Komisja Wyborcza |                  |                                     |         |        |        |

### Wybory parlamentarne 2019
| Kandydat                                                                                      | Kandydat                 | Komitet wyborczy                           | Głosów  | Głosów | Głosów  |
| Kandydat                                                                                      | Kandydat                 | Komitet wyborczy                           | Liczba  | %      | +/–     |
| --------------------------------------------------------------------------------------------- | ------------------------ | ------------------------------------------ | ------- | ------ | ------- |
|                                                                                               | Barbara Borys-Damięcka ● | KKW Koalicja Obywatelska PO .N iPL Zieloni | 157 359 | 53,08  | +10,52% |
|                                                                                               | Lech Jaworski            | Prawo i Sprawiedliwość                     | 81 168  | 27,38  | –4,66%  |
|                                                                                               | Monika Jaruzelska        | Polska Lewica                              | 57 946  | 19,55  | –       |
| Frekwencja: 79,30% Liczba głosów ważnych: 296 473 (97,98%) Źródło: Państwowa Komisja Wyborcza |                          |                                            |         |        |         |

● Barbara Borys-Damięcka reprezentowała w Senacie IX kadencji (2015–2019) okręg nr 44.

### Wybory parlamentarne 2023
| Kandydat                                                                                      | Kandydat                  | Komitet wyborczy                           | Głosów  | Głosów | Głosów |
| Kandydat                                                                                      | Kandydat                  | Komitet wyborczy                           | Liczba  | %      | +/–    |
| --------------------------------------------------------------------------------------------- | ------------------------- | ------------------------------------------ | ------- | ------ | ------ |
|                                                                                               | Małgorzata Kidawa-Błońska | KKW Koalicja Obywatelska PO .N iPL Zieloni | 231 122 | 74,70  | +21,62 |
|                                                                                               | Alvin Gajadhur            | Prawo i Sprawiedliwość                     | 78 293  | 25,30  | -2,08  |
| Frekwencja: 86,53% Liczba głosów ważnych: 309 415 (96,89%) Źródło: Państwowa Komisja Wyborcza |                           |                                            |         |        |        |